# ねもぺろ from でんぱ組.inc
ねもぺろ from でんぱ組.inc（ねもぺろ フロム でんぱぐみインク）は、でんぱ組.incの根本凪（ねも）と鹿目凛（ぺろりん）によるスピンオフユニットである。

## 概要
2016年、鹿目が所属していたベースボールガールズが移籍、根本が所属している虹のコンキスタドールの姉妹グループ（ベボガ!（虹のコンキスタドール黄組））となったことから2人の交流が始まる。なお、鹿目によるツイートでは2016年8月の時点で「ねもぺろ」の名称が用いられている。2017年7月にはヤマハ・トリシティのWeb CMで共演、同年8月には虹コンファミリーの選抜メンバーによるユニット「虹のコンキスタドール 虹組」に2人とも選抜されている。
2017年12月30日、2人がでんぱ組.incに元グループと兼任の形で加入。2019年12月8日、「でんぱ組.inc 幕張ジャンボリーコンサート DEMPARTY 幕張式フルコース 〜ア・ラ・でんぱ〜」（幕張メッセ国際展示場2・3ホール）にてユニット初披露。
2020年2月25日に写真集『ねもぺろ』を発売、同年3月25日には初のシングル「しゅきしゅきしゅきぴ♡がとまらないっ…！」がリリースされた。
2022年4月30日に根本凪がでんぱ組.incを卒業したため活動終了となった。

## 作品

### CD
- 「しゅきしゅきしゅきぴ♡がとまらないっ…！」（2020年3月25日、MEME TOKYO）
- 「にゃんにゃん♡ちゅちゅちゅ♡」（2020年8月5日、MEME TOKYO）
- ねもぺろ from でんぱ組.inc/LAVILITH「キュンキュンですっ♡/365番目のエピローグ」（2020年12月16日、MEME TOKYO）

### ミュージックビデオ
| タイトル                               | 公開日         | 出典                 |
| -------------------------------------- | -------------- | -------------------- |
| しゅきしゅきしゅきぴ♡がとまらないっ…！ | 2020年2月22日  | [ 9 ] [ 10 ]         |
| にゃんにゃん♡ちゅちゅちゅ♡             | 2020年7月18日  | [ 11 ] [ 12 ] [ 13 ] |
| ベイビー♡ベイビー                      | 2020年8月10日  | [ 14 ] [ 15 ]        |
| キュンキュンですっ♡                    | 2020年11月27日 | [ 16 ] [ 17 ]        |

## 書籍

### 写真集
- 『ねもぺろ』（2020年2月25日、トランスワールドジャパン）